# 芙蓉泉

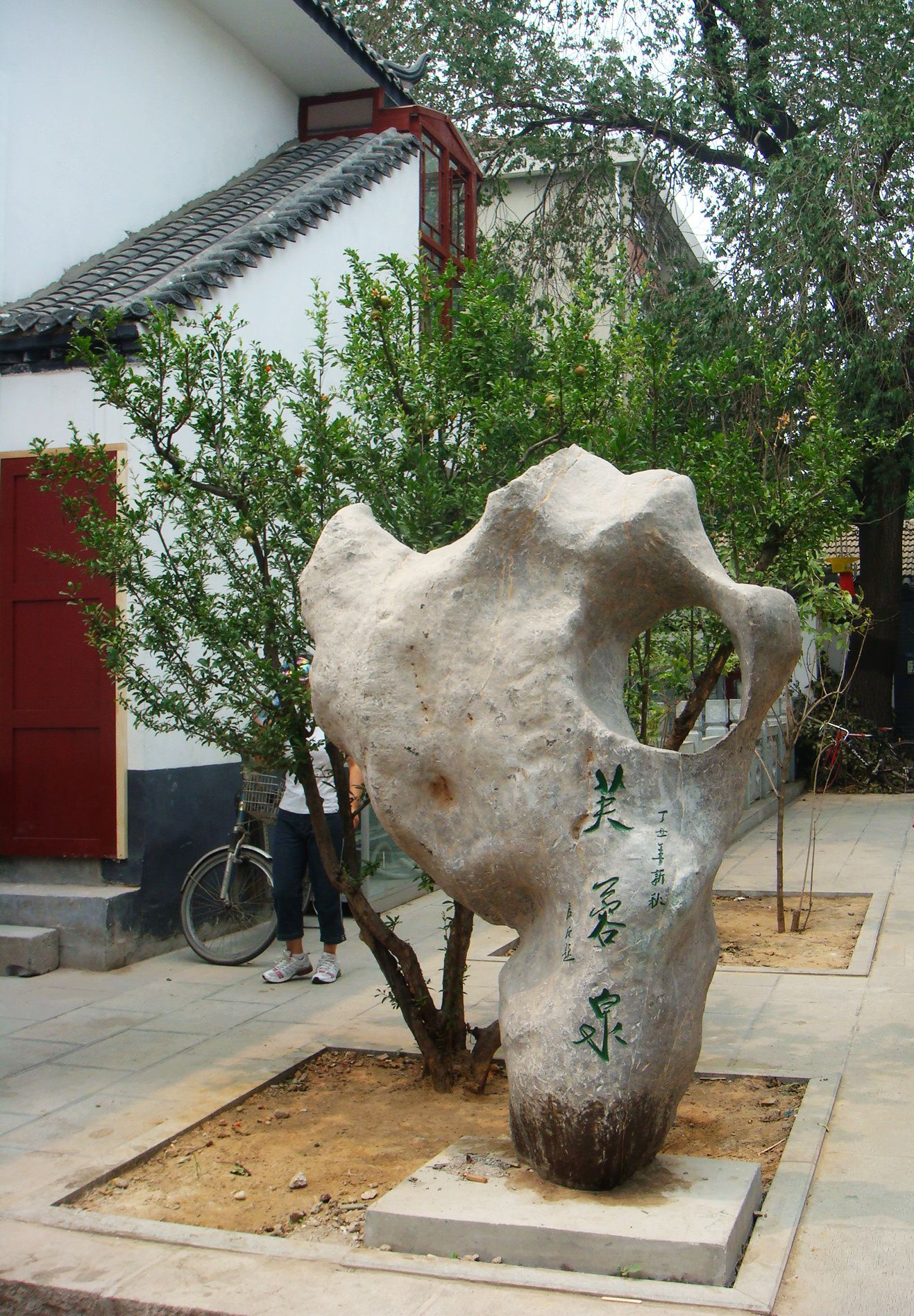
芙蓉泉风景石

芙蓉泉，位于山东省济南市历下区芙蓉街中段路西（原位于69号居民院内，后靠近街边的院墙被拆除，改为泉池直接临街），为金代《名泉碑》、明代晏璧《七十二泉诗》和清代郝植恭《七十二泉记》所著录的济南七十二名泉之一，亦列入2004年4月评选的新七十二名泉中，隶属珍珠泉泉群。
芙蓉泉因坐落于荷花掩映的湖畔而得名（亦有说法认为得名于泉池中曾多植荷花），泉池为长方形，长10米，宽5米，深3米，池岸以块石砌成，中部架以石桥，东南西三面均为房屋外壁，北侧立有青石栏杆，池岸墙壁及栏板上嵌有书法家魏启后题写的泉名、兰涛题写的《重修芙蓉泉记》、明代晏璧的芙蓉泉诗及周边居民制定的《爱泉公约》。
该泉泉水沿地道水沟北流，并分为两支，一支向北流入原济南府学文庙的泮池，再折向东，又北流汇入百花洲，最后入大明湖；另一支向西流入原济南贡院内的华笔池、凤翥池，最后同样入大明湖。金元以来，泉池附近曾建有姜家亭、瞻泰楼、芙蓉馆等建筑，清代乾隆年间诗人董芸曾寓居于泉畔，并在此写成《历下山水纪略》一书。
2009年在进行芙蓉街北段整治时，亦对芙蓉泉进行了为期两个月的仿古式修复改造，并对泉水进行了疏通清理。